# Град отвореног срца
Град отвореног срца је манифестација која се одвија у Обреновцу почетком сваке године, односно првог јануара.

## О Фестивалу
Град отвореног срца је фестивал који се одвија сваког првог јанурара од 2010. године на Тргу др Зорана Ђинђића у Обреновцу. У овој манифестацији највише ужвају најмађи суграђани јер им срећну Нову годину тог дана пожеле глумци, музичари, плесачи, кловнови, Деда Мразеви.
Сопствени штанд имају штићеници Дневног боравка за децу и омладину ометену у развоју, Спортско – културни центар ”Обреновац”, дечији шаховски клуб ”Хозе Раул Капабланка”, основне школа и други.
На самој манифестацији се поред музичког, а неретко и драмског програма организује израда божићних украса од теста, деле се беџеви и магнети, а одржава се и изложба радова Геронтолошког клуба. Такође помоћу фејс пејнтинг технике деца имају прилику да се маскирају у своје омиљене ликове.
Манифестацију увек прати хуманитарни карактер и главна идеја водиља ове манифестације је промоција културе духа и хуманости.